# 영주시장
영주시장은 경상북도 영주시의 시장이다.

## 역대 영주시장
| 초대      | 이문환(李文煥) | 1980년 4월 1일~1981년 7월 1일    |
| 제2대     | 마용수(馬龍洙) | 1981년 7월 6일~1983년 4월 14일   |
| 제3대     | 오헌덕(吳憲德) | 1983년 4월 15일~1985년 7월 8일   |
| 제4대     | 조영찬(趙永燦) | 1985년 7월 8일~1988년 6월 10일   |
| 제5대     | 김봉구(金奉求) | 1988년 6월 11일~1991년 1월 9일   |
| 제6대     | 이종주(李鍾宙) | 1991년 1월 10일~1991년 7월 15일  |
| 제7대     | 김재학(金在鶴) | 1991년 7월 16일~1991년 12월 26일 |
| 제8대     | 김재권(金在權) | 1991년 12월 26일~1993년 3월 26일 |
| 제9대     | 박희삼(朴熙杉) | 1993년 3월 16일~1993년 12월 20일 |
| 제10대    | 김지순(金之淳) | 1994년 1월 3일~1994년 8월 31일   |
| 제11대    | 위성소(魏聖沼) | 1994년 9월 1일~1994년 12월 31일  |
| 통합 이후 |                |                                  |
| 초대      | 위성소(魏聖沼) | 1995년 1월 1일~1995년 6월 30일   |
| 민선1대   | 김진영(金晋榮) | 1995년 7월 1일~1998년 6월 30일   |
| 민선2대   | 김진영(金晋榮) | 1998년 7월 1일~2002년 6월 30일   |
| 민선3대   | 권영창(權寧昌) | 2002년 7월 1일~2006년 6월 30일   |
| 민선4대   | 김주영(金宙榮) | 2006년 7월 1일~2010년 6월 30일   |
| 민선5대   | 김주영(金宙榮) | 2010년 7월 1일~2014년 6월 30일   |
| 민선6대   | 장욱현(張彧鉉) | 2014년 7월 1일~2022년 6월 30일   |
| 민선8대   | 박남서(朴南緖) | 2022년 7월 1일~2025년 3월 13일   |
| 권한대행  | 이재훈         | 2025년 3월 13일~                 |

## 같이 보기
- 영주시장 선거